# USS George H.W. Bush (CVN-77)

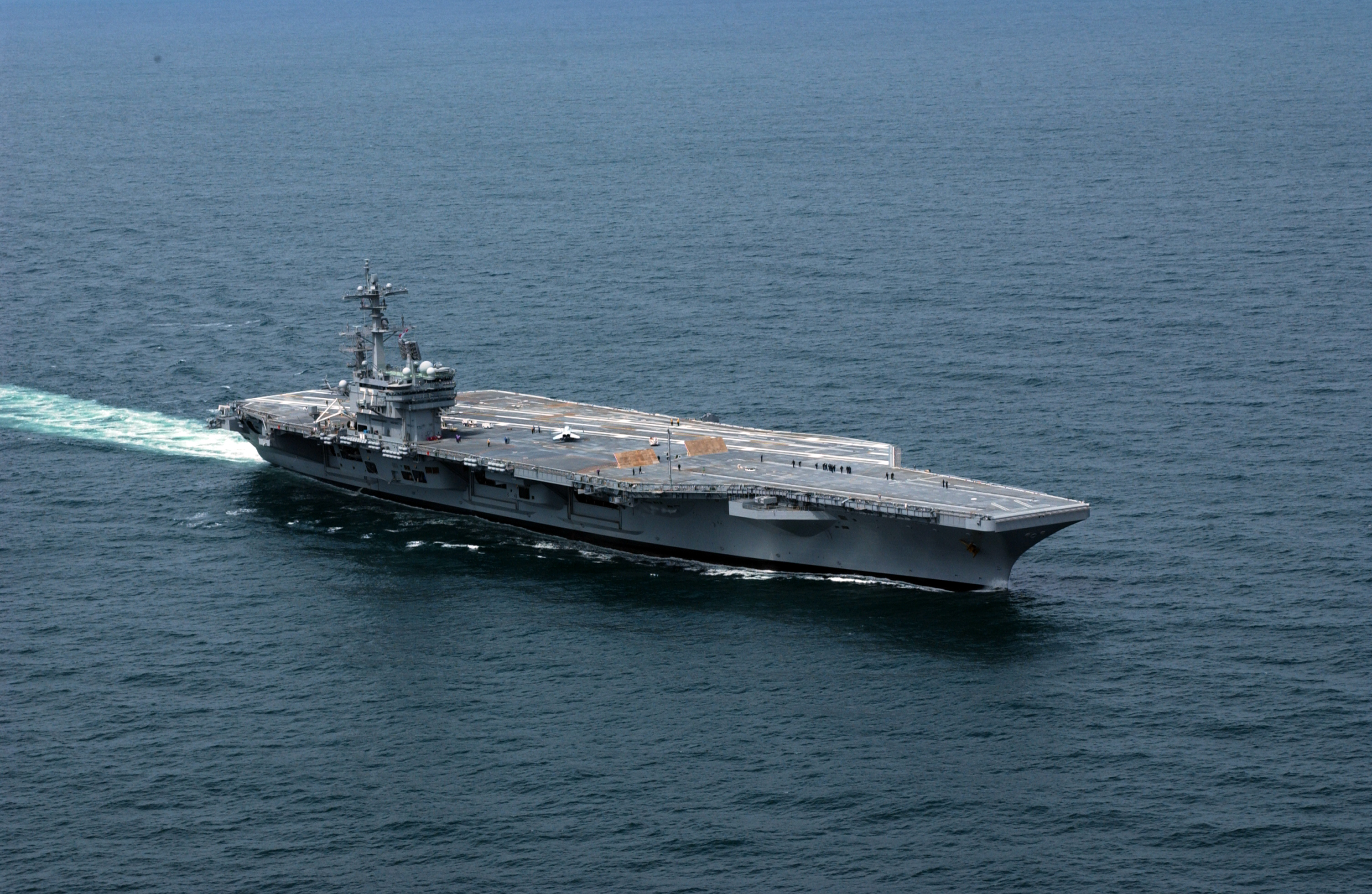
USS George H.W. Bush (CVN-77).

USS George H.W. Bush (CVN-77) är det tionde och sista hangarfartyget av Nimitz-klassen i amerikanska flottan. Hon är döpt efter USA:s 41:a president George H.W. Bush som var marinpilot under andra världskriget. Bushs anropssignal är Avenger efter flygplanstypen TBM Avenger som flögs av den dåvarande löjtnanten George Bush under andra världskriget. Konstruktionen påbörjades 2001 vid skeppsvarvet Northrop Grumman Newport News och hon färdigställdes 2009 till en kostnad av $6,2 miljarder dollar. Hennes hemmahamn är Naval Station Norfolk i Virginia.